# Schweinichen (Adelsgeschlecht)

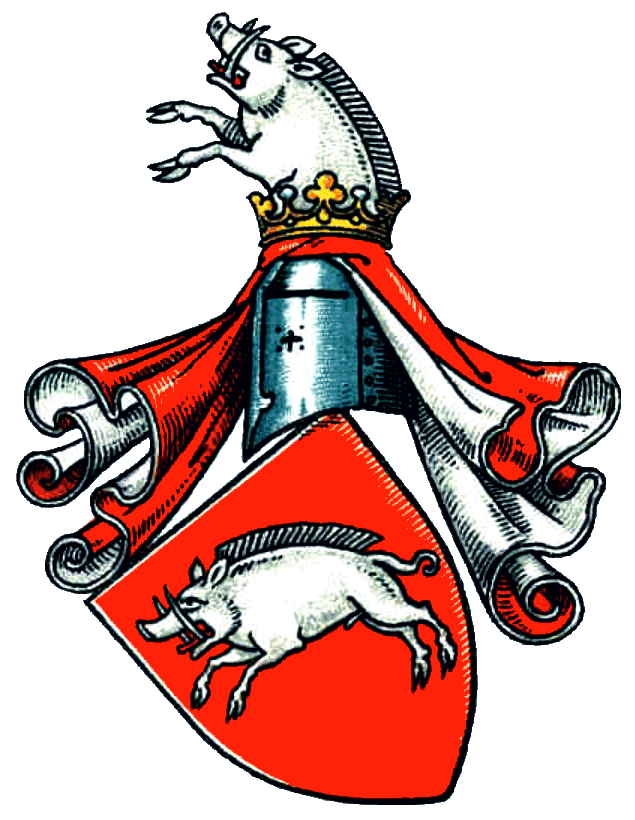
Wappen derer von Schweinichen

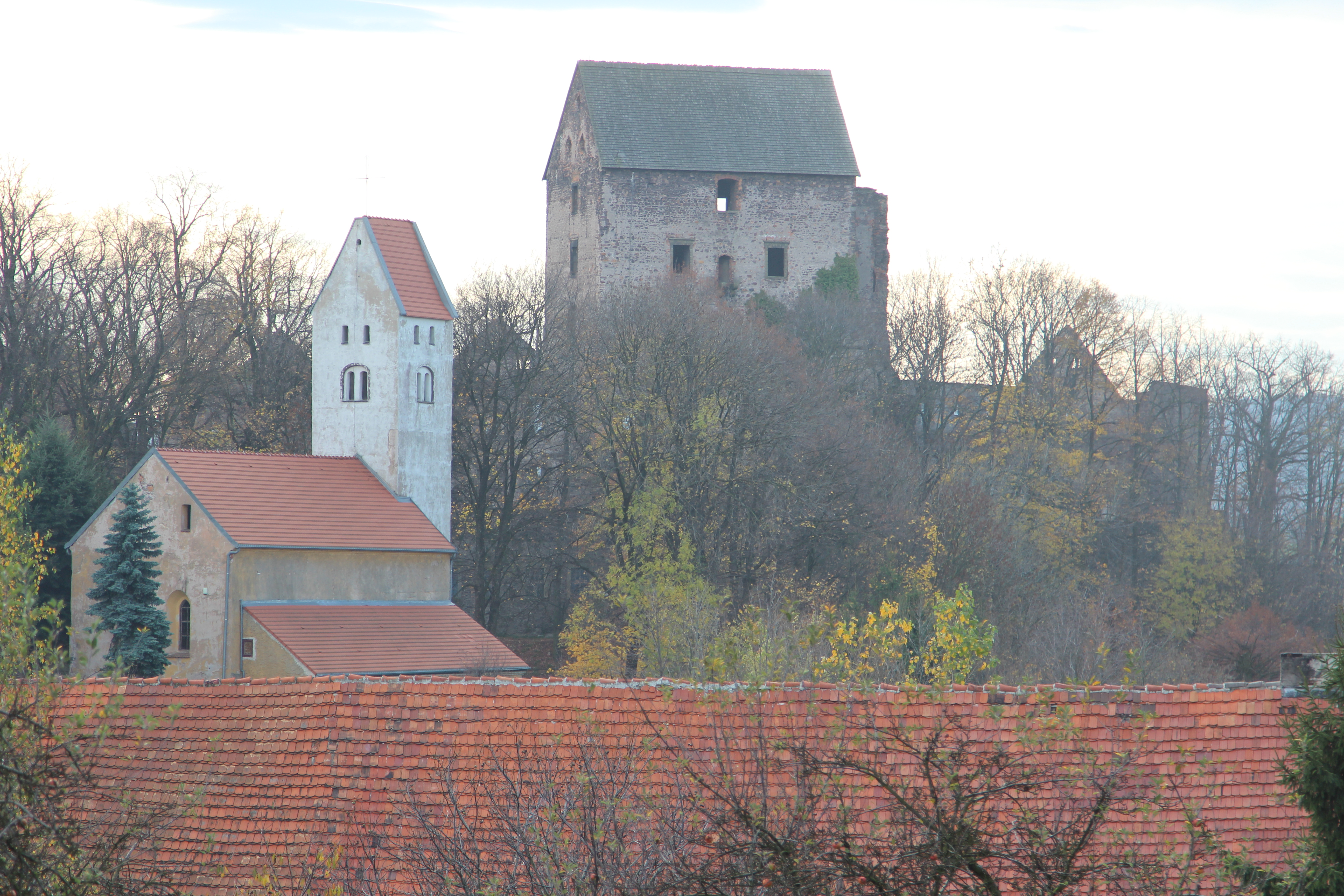
Schweinhausburg in Niederschlesien

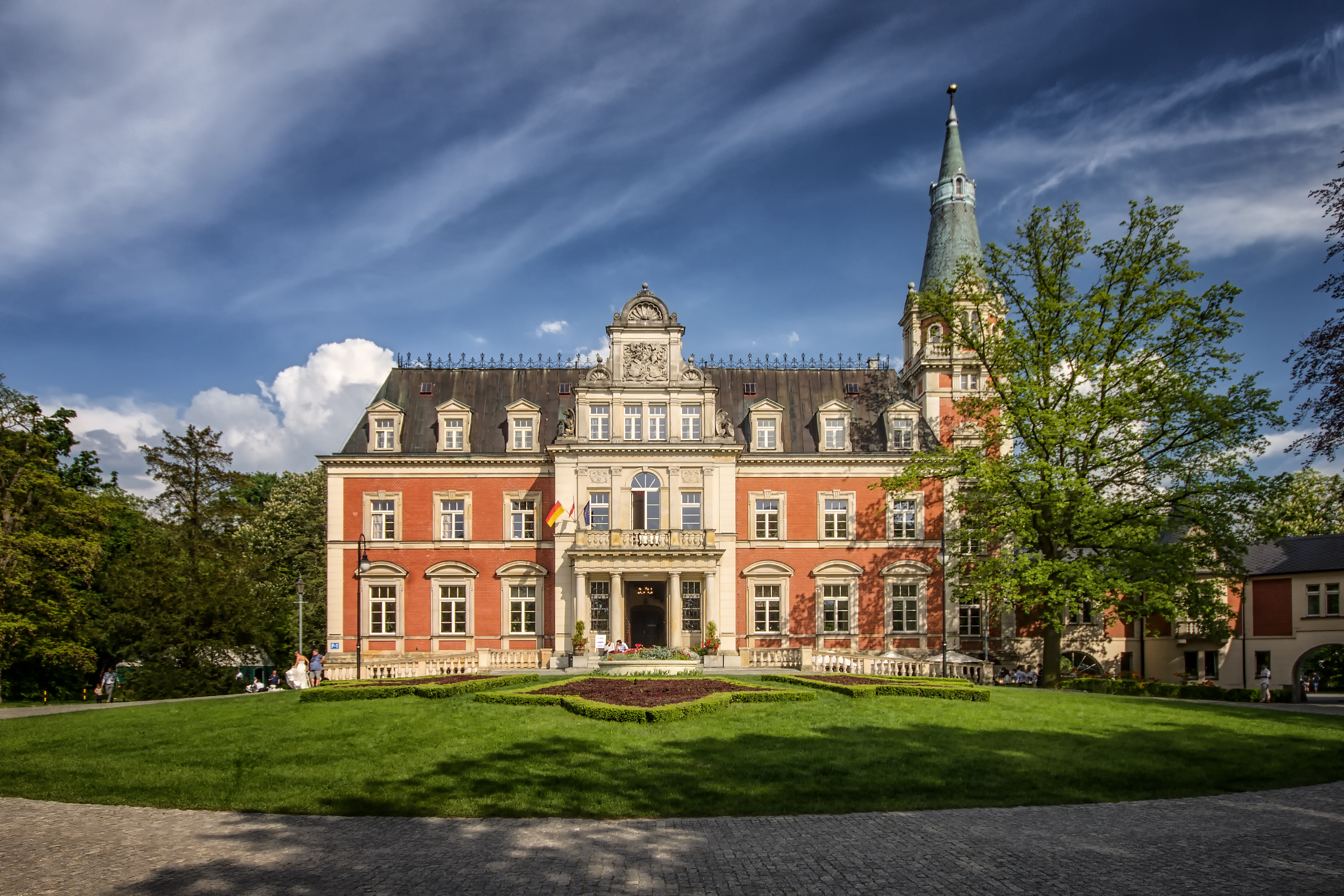
Schloss Pawelwitz

Schweinichen ist der Name eines alten schlesischen Adelsgeschlechts. Die Herren von Schweinichen gehörten zum Uradel in Niederschlesien. Der Name variierte von Sweyn, Sweynchen, Sweynichen, de Swyne, von Schwein und Schweinoch. Zweige der Familie bestehen bis heute.

## Geschichte
Die Familie ist vermutlich slawischer Abstammung und war demzufolge in Schlesien bereits vor der Eroberung durch Herzog Mieszko I. dort ansässig, wo sie zu den Gefolgsleuten der Piasten gehörten.
Einer alten Sage nach stammt das Geschlecht von Schweinichen von einem böhmischen Ritter namens Biwoy ab. Er soll im Jahre 716 ein wildes Schwein an den Ohren gefangen haben, das er zur Königin von Böhmen, Libussa, brachte. Von der Stärke und dem Mut beeindruckt, gab sie ihm ihre Schwester Kascha zur Frau. Er trug seitdem den Namen von Schwein und seine Nachkommen nannten sich nach ihren Stammhäusern Tremschinsky, Klapsky und Koschalowsky. Alle drei haben später ebenfalls einen Schweinskopf im Wappen geführt. 
Das Geschlecht wird im Jahre 1230 mit Tader, castellanus de Swina erstmals urkundlich erwähnt. Die Stammreihe beginnt 1256 mit Gunczelin zu Schweinhaus. Stammsitz des Geschlechts war die bedeutende Burg Swinia (Schweinhausburg, heute Świny) nahe Bolkenhain in Niederschlesien, die bis 1713 in deren Besitz blieb.
Die Angehörigen der Familie waren schon früh reich begütert. In der zweiten Hälfte des 14. Jahrhunderts bildeten sich zwei Linien, von denen die ältere Heinrichsche Linie, mit den Ästen Borau, Jägerndorf und Kolbnitz (bei Herrmannsdorf), die zum Teil auch im Königreich Polen ansässig wurde, bis heute besteht. 
Einer der bedeutendsten Vertreter des Geschlechts war der herzoglich-liegnitzsche Hofmarschall Hans von Schweinichen (1552–1616), der mit der Beschreibung seines Dienstes am Hofe dreier schlesischer Herzöge zu den namhaftesten Sittenschilderern des 16. Jahrhunderts zählt. Hans von Schweinichen († 1677) fungierte als Landesältester im Weichbild Jauer, 1655 Regierungsrat, 1669 Präsident des Regierungskollegiums sowie seit 1672 als Landeshauptmann. Hans von Schweinichen auf Gaffron und Beitkau, preußischer Kammerherr, Ritter des Johanniterordens und 1735 Präsident der Regierung in Magdeburg wurde in den Freiherrenstand erhoben.
1757 kam durch Einheirat Tepliwoda im Weichbild Nimptsch an einen Zweig der Familie. Daraus fungierte Ferdinand von Schweinichen auf Tepliwoda als Landesältester der Fürstentümer Münsterberg-Glatz. 1837 gehörte Tepliwoda dessen Sohn. 1857 war Otto von Schweinichen Herr auf Pristram im Kreis Nimptsch. Die jüngere Günzelsche Linie auf Schweinhaus, mit den Ästen Mertschütz-Wisenthal und Niedersiegersdorf, erlosch im 18. bzw. 19. Jahrhundert. Schloss Pawelwitz im Breslauer Stadtbezirk Psie Pole (Hundsfeld) kam 1892 über Marie von Schweinichen geb. von Korn aus der Breslauer Verlegerfamilie an die Familie und blieb bis zur Enteignung 1945 im Besitz von Ernst von Schweinichen (1893–1973).

## Besitzungen (Auswahl)
- Beitkau
- Borau
- Dürrjentsch
- Groß Ellguth
- Groß Gaffron (Gmina Rudna)
- Klein Gaffron (Gmina Rudna)
- Jägersdorf
- Kaltasche
- Kolbnitz
- Kurtsch
- Mertschütz
- Pristram
- Schweinhausburg
- Tepliwoda

## Wappen
Das Wappen zeigt in Rot ein springendes silbernes Schwein. Auf dem bekrönten Helm das Schwein wachsend. Die Helmdecken sind rot-silbern.

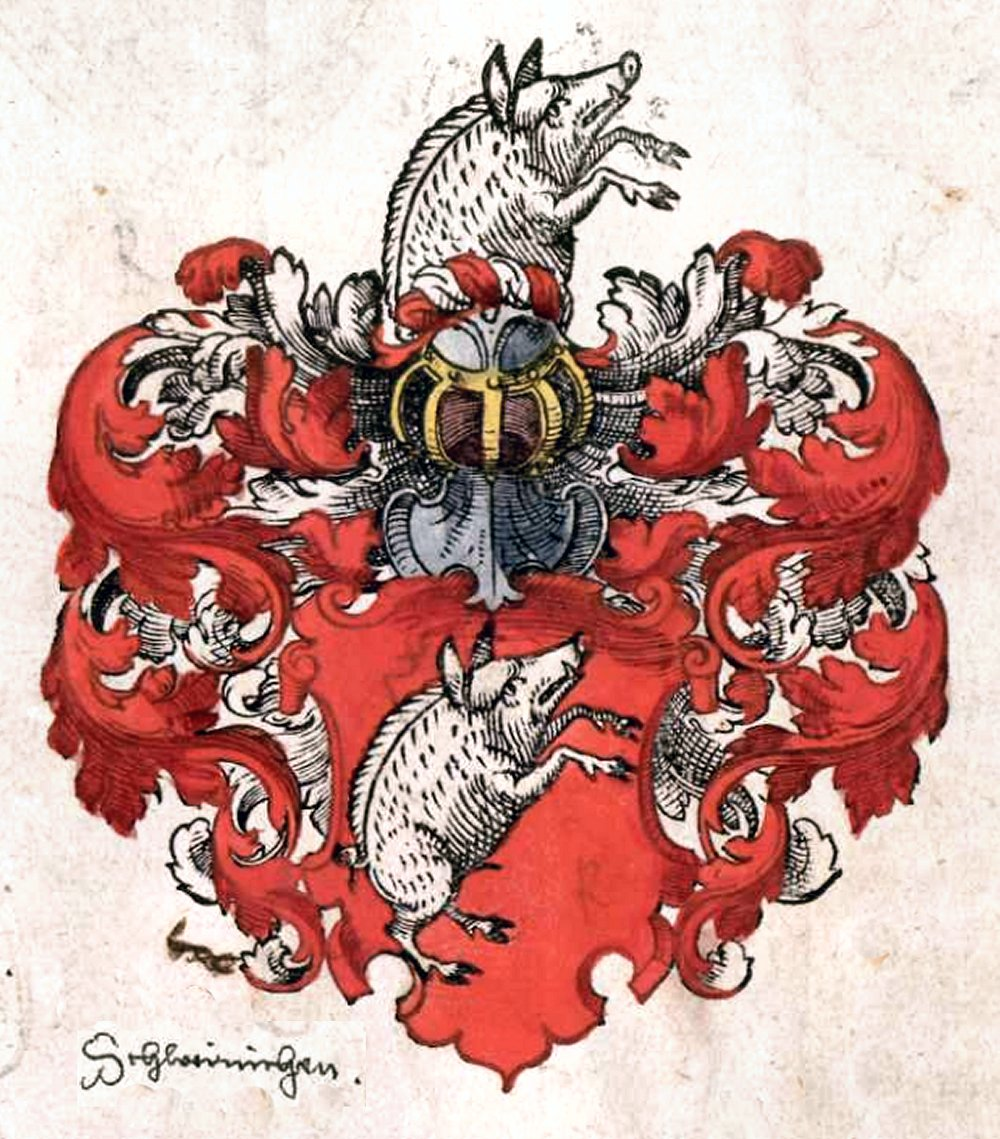
Römischer Kayserlichen / auch zu Hungern vnd Behaimb / Königlichen Mayestat Wappen, 1578
Wappen derer von Schweinichen

## Bekannte Familienmitglieder
- Erdmann von Schweinichen (1839–1924), preußischer Generalleutnant
- Hans von Schweinichen (1552–1616), herzoglich-schlesischer Hofmarschall und Schriftsteller
- Heinrich von Schweinichen, Papiergroßhändler und Mitbegründer der Berliner Tageszeitung Der Tagesspiegel
- Otto von Schweinichen (1911–1938), deutscher Jurist